# Étoile (nave)
La Étoile ("Stella") era una fluyt della Marina francese. In origine era un mercantile di nome Placelière. Fu acquistata dalla Marina e ribattezzata Étoile nell'aprile 1763 e riclassificata come corvetta. È famosa per essere stata una delle navi di Louis-Antoine de Bougainville nella sua circumnavigazione tra il 1766 e il 1769, insieme a La Boudeuse.

## Storia
Era stata costruita tra il 1759 e il 1762 come un fluyt chiamato Placelière e fu acquistata dalla Marina di re Luigi XIV il 4 agosto 1762. Le fiancate vennero modificate per ospitare 20 cannoni.
La Étoile salpò per Rochefort il 22 dicembre 1763.
Il 15 novembre 1766 partì da Saint-Malo, insieme alla Boudeuse, per un viaggio esplorativo al comando di Louis-Antoine de Bougainville. Era comandata da Chenard de la Giraudais ed era la nave da carico della spedizione. Portava il naturalista e medico Philibert Commerson, l'astronomo Pierre-Antoine Veron e Jeanne Baret, che fu riconosciuta come la prima donna ad aver completato un viaggio di circumnavigazione. Durante gran parte del viaggio, la Baret rimase travestita da uomo.
Nel gennaio 1771, la Étoile era a Île-d'Aix al comando di Cramahé. Ad aprile era a Brest.
Il 1º gennaio 1773, Denis de Keredern de Trobriand ricevette il comando della Étoile a Lorient. Tra il 1773 e il 1777 salpò per la Cina e l'Oceano Indiano. Nel 1775 si trovava nel Borneo, dove a Trobriand furono offerte due isole per la Francia, la più grande delle quali era Lemukutan. La Étoile pattugliò la costa sud-occidentale del Borneo. Durante il viaggio, ricevette l'ordine di organizzare una spedizione punitiva contro Pangaram Serip, re di Koti, alla foce del fiume Mahakam, quale rappresaglia per il massacro dell'equipaggio del mercantile Épreuve. La Étoile attaccò il porto detenuto da Pangaram Serip, insieme alle fregate Indiscrète, al comando di Boucault, e Badine, al comando di Le Veyer de Beuzidou, distruggendo o catturando 31 navi e uccidendo circa 300 persone.
Nel maggio 1779 divenne una carcassa carceraria a Lorient. Viene menzionata l'ultima volta nel 1789.